# Malayepipona triangula
Malayepipona triangula (лат.) — вид одиночных ос рода Malayepipona (Eumeninae).

## Распространение
Китай, Yunnan Province, Nujiang Prefecture, Tengchong County.

## Описание
Мелкие осы (длина около 1 см). Основная окраска чёрная с оранжево-жёлтыми отметинами. Этот вид легко отличить от всех других представителей рода Malayepipona по следующему сочетанию признаков: наличник с треугольной выемкой посередине и жёлтым цветом у основания; сегменты метасомы сильно матовые, стернит S2 латерально выпуклый и медиально вогнутый в базальной половине. Тело чёрного цвета, со следующими частями оранжево-жёлтого цвета: наличник в основании, узкая полоса по внутреннему краю глаза, идущая от основания лба до нижнего окулярного синуса, межусиковое пятно, одно маленькое пятно на щеке, переднеспинка дорсально, паратегула, щиток, заднеспинка, постеродорсальное пятно мезоплевра, апикальные перетяжки на тергитах T1 – T2, боковые апикальные полосы на стернитах S2; тегула тёмная; крылья коричневые, маргинальная ячейка переднего крыла с тёмным пятном на вершине. Нижнечелюстные щупики 6-члениковые, а нижнегубные состоят из 4 сегментов (формула 6,4).

## Таксономия и этимология
Таксон был впервые описан в 2021 году китайскими энтомологами Yue Bai, Bin Chen, Ting-Jing Li (Chongqing Normal University, Чунцин, Китай). Видовое название происходит от двух латинских слов: tri и angulus, относящихся к соответствующему признаку (треугольной вершине клипеуса).